# Tlmače
Tlmače (mađ. Garamtolmács) je grad u Nitranskom kraju u središnjoj Slovačkoj. Grad upravno pripada Okrugu Levice. 

## Povijest
U povijesnim zapisima grad se prvi put spominje 1075. godine kao Talmach. Status grada ima od 1. veljače 1986. godine.
Naselje je do 1927. godine nosilo naziv Tlmač.

## Stanovništvo
| Godina:     | 1993. | 2003.    | 2013.    | 2023.   |
| ----------- | ----- | -------- | -------- | ------- |
| Broj ljudi: | 5409  | 4242     | 3738     | 3542    |
| Razlika:    |       | -21,57 % | -11,88 % | -5,24 % |

| Godina:     | 2022. | 2023.   |
| ----------- | ----- | ------- |
| Broj ljudi: | 3570  | 3542    |
| Razlika:    |       | -0,78 % |

Prema popisu stanovništva iz 2001. godine grad je imao 4.305 stanovnika.
Prema vjeroispovijesti u gradu živi najviše rimokatolika koji čine 72,45% stanovništva.

### Etnički sastav
- Slovaci - 96,10%
- Mađari - 1,42%
- Česi - 1,02%
- Romi - 0,53%

## Vanjske poveznice
- Službena stranica grada

### Ostali projekti
|  | Zajednički poslužitelj ima još gradiva o temi Tlmače |